# What I Saw
What I Saw é um EP da banda americana de rock Kings of Leon, lançado em 26 de maio de 2003.
Foi editado em 10" Blue Vinyl (limitado para 5000 cópias), CD Digipack e DVD Single. What I Saw é a letra da música "Wasted time" do álbum Youth and Young Manhood.

## Faixas
Todas as músicas escritas por Caleb Followill, Nathan Followill e Angelo Petraglia.
CD
1. "Red Morning Light"
2. "Wicker Chair"
3. "Talihina Sky"

DVD
1. Red Morning Light (audio)
2. Red Morning Light (vídeo)
3. Introducing the Band (vídeo)